# 吉尼
吉尼（法語：Guigny，法語發音：[ɡiɲi]）是法国上法蘭西大區加来海峡省的一个市镇，属于蒙特勒伊区。

## 地理
吉尼（50°19'48"N, 1°59'55"E）面积3.6 平方千米，位于法国上法蘭西大區加来海峡省，该省份为法国北部沿海省份，西北濒北海，南至索姆省，东临北部省。
与吉尼接壤的市镇（或旧市镇、城区）包括：卡佩勒莱塞丹、穆里耶、阿图瓦地区勒凯努瓦、欧蒂河畔拉耶、勒尼欧维尔、布雷维莱尔。

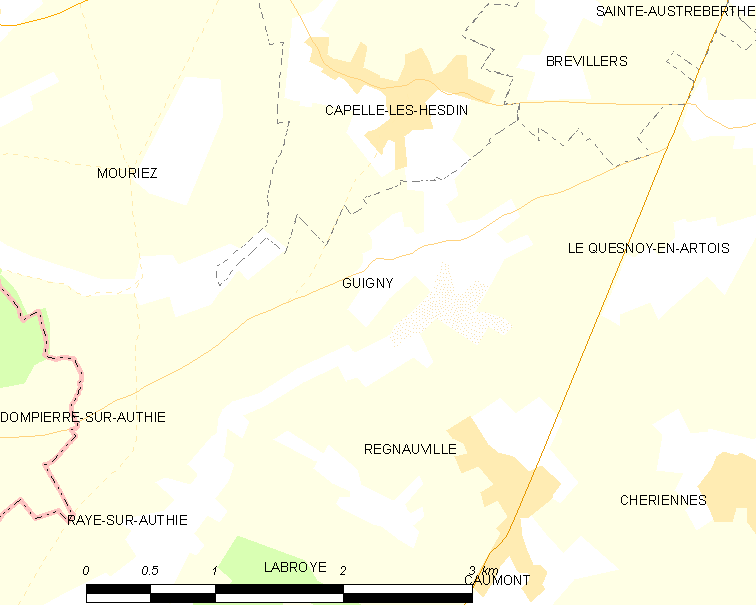
吉尼的OSM定位图

吉尼的时区为UTC+01:00、UTC+02:00（夏令时）。

## 行政
吉尼的邮政编码为62140，INSEE市镇编码为62395。

## 政治
吉尼所属的省级选区为欧克西堡县。

## 人口

1962-2008年间吉尼人口变化图示

吉尼于2022年1月1日时的人口数量为143人。